# Канівські луски
Канівські луски — геологічна пам'ятка природи місцевого значення. Об'єкт розташований на території Черкаського району Черкаської області, квартал 41 Канівського лісництва, правий схил Костянецького яру на схід від вул. Костянець, 1, 2 км в бік Дніпра від шосе.
Площа — 3,6 га, статус отриманий у 1979 році.

## Галерея

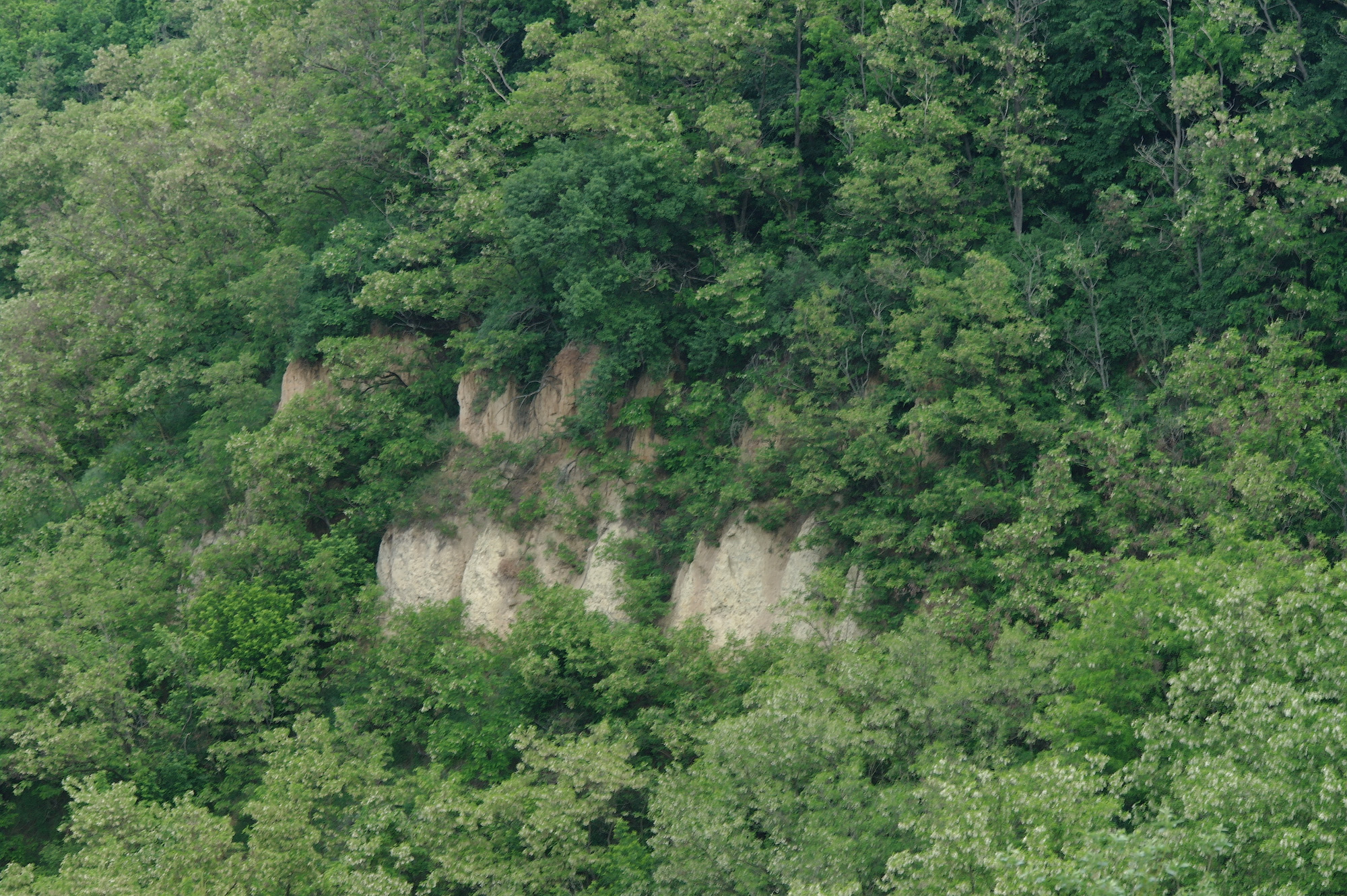
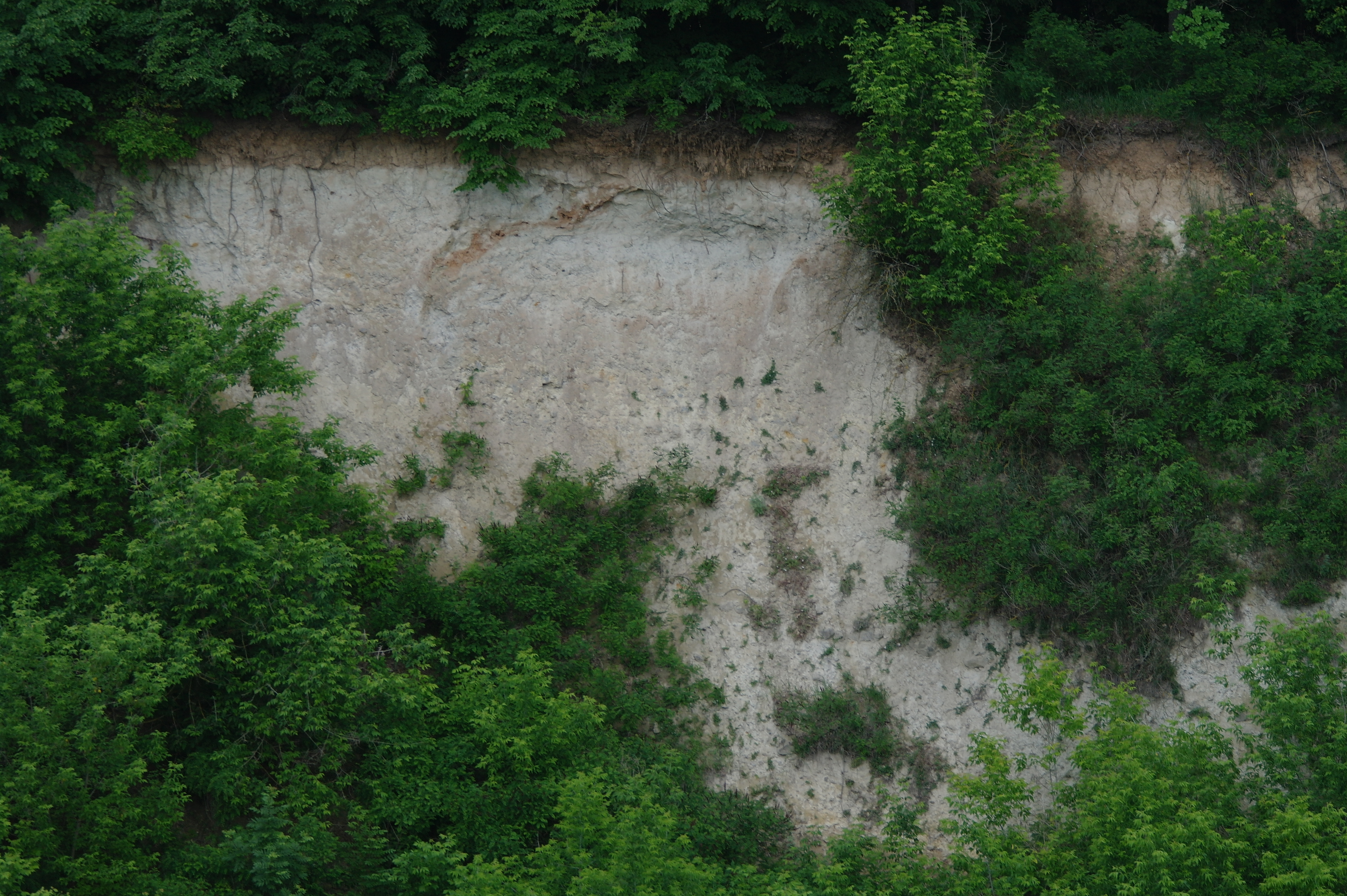